# México en los Juegos Olímpicos de México 1968
México estuvo representado en los Juegos Olímpicos de México 1968 por un total de 275 deportistas, 233 hombres y 42 mujeres, que compitieron en 20 deportes.
Hasta 2024 esta ha sido la delegación olímpica más grande en la historia del país.
El portador de la bandera en la ceremonia de apertura fue el pentatleta David Bárcena Ríos.

## Medallistas
El equipo olímpico mexicano obtuvo las siguientes medallas:
| Nombre                  | Deporte   | Competición       |
| ----------------------- | --------- | ----------------- |
| Oro                     |           |                   |
| Ricardo Delgado Nogales | Boxeo     | 51 kg M           |
| Antonio Roldán          | Boxeo     | 57 kg M           |
| Felipe Muñoz Kapamas    | Natación  | 200 m braza M     |
| Plata                   |           |                   |
| José Pedraza Zúñiga     | Atletismo | 20 km marcha M    |
| María del Pilar Roldán  | Esgrima   | Florete ind. F    |
| Álvaro Gaxiola          | Saltos    | Plataforma 10 m M |
| Bronce                  |           |                   |
| Agustín Zaragoza        | Boxeo     | 75 kg M           |
| Joaquín Rocha           | Boxeo     | +81 kg M          |
| María Teresa Ramírez    | Natación  | 800 m libre F     |

## Resultados por deporte

### Basquetbol
Torneo masculino
Carlos Quintanar participó en sus terceros Juegos Olímpicos. Miguel Arellano, Luis Enrique Grajeda, Rafael Heredia, Ricardo Pontvianne y Manuel Raga en su segundos.
| Selección de Baloncesto de México |
| Jugadores                         |
| Nombre                            |
| Miguel Arellano                   |
| Óscar Asiain                      |
| Antonio Ayala Arias               |
| Luis Enrique Grajeda              |
| Alejandro Guzmán Arellano         |
| Rafael Heredia Estrella           |
| John Hatch Bluth                  |
| Ricardo Pontvianne                |
| Carlos Quintanar                  |
| Manuel Raga                       |

| Fecha                 | Ronda                            | Local  |                   | Resultado |                               | Visitante                         |
| --------------------- | -------------------------------- | ------ | ----------------- | --------- | ----------------------------- | --------------------------------- |
| 13 de octubre de 1968 | Primera ronda - Grupo B          | México | Bandera de México | 75:62     | Bandera de Corea del Sur      | Corea del Sur                     |
| 14 de octubre de 1968 | Primera ronda - Grupo B          | México | Bandera de México | 76:75     | Bandera de Cuba               | Cuba                              |
| 15 de octubre de 1968 | Primera ronda - Grupo B          | México | Bandera de México | 53:60     | Bandera de Brasil             | Selección de baloncesto de Brasil |
| 16 de octubre de 1968 | Primera ronda - Grupo B          | México | Bandera de México | 86:38     | Bandera de Marruecos          | Marruecos                         |
| 18 de octubre de 1968 | Primera ronda - Grupo B          | México | Bandera de México | 73:63     | Bandera de Bulgaria           | Bulgaria                          |
| 19 de octubre de 1968 | Primera ronda - Grupo B          | México | Bandera de México | 62:82     | Bandera de la Unión Soviética | Unión Soviética                   |
| 20 de octubre de 1968 | Primera ronda - Grupo B          | México | Bandera de México | 68:63     | Bandera de Polonia            | Polonia                           |
| 22 de octubre de 1968 | Semifinales por el quinto puesto | México | Bandera de México | 73:72     | Bandera de España             | España                            |
| 25 de octubre de 1968 | Partido por el quinto puesto     | México | Bandera de México | 75:65     | Bandera de Polonia            | Polonia                           |

### Boxeo
Por primera vez en la historia, México tuvo participantes en las once categorías del boxeo olímpico.
Fue la primera participación en peso ligero desde 1960, en peso mosca desde 1952, en peso medio desde 1932 y su primera aparición en minimosca, semimedio, semipesado y pesado.
México ganó dos medallas de oro, la primera vez que el país subió a lo más alto del podio en la disciplina y obtuvo medallas por primera vez en los pesos pesado y pluma.
| Atleta                    | Evento              | Ronda de 64        | Ronda de 32        | Ronda de 16        | Cuartos de final   | Semifinales         | Final              | Final             |           |
| Atleta                    | Evento              | Oponente Resultado | Oponente Resultado | Oponente Resultado | Oponente Resultado | Oponente Resultado  | Oponente Resultado | Posición          |           |
| ------------------------- | ------------------- | ------------------ | ------------------ | ------------------ | ------------------ | ------------------- | ------------------ | ----------------- | --------- |
| Alberto Morales Colón     | Peso minimosca      |                    | Udella (ITA) G     | Englmeier (GDR) G  | Jee (KOR) P        | No avanzó           | No avanzó          | No avanzó         | No avanzó |
| Ricardo Delgado Nogales   | Peso mosca          |                    |                    | McCarthy (IRL) G   | Nakamura (JAP) G   | de Oliveira (BRA) G | Olech (POL) G      | Medalla de oro    |           |
| Roberto Cervantes         | Peso gallo          |                    | Gałązka (POL) G    | Casco (ARG) G      | Mukwanga (UGA) P   | No avanzó           | No avanzó          | No avanzó         | No avanzó |
| Antonio Roldán Reyna      | Peso pluma          |                    | Abdel (IRL) G      | Tracey (IRL) G     | Plotnikov (URS) G  | Waruinge (KEN) G    | Robinson (USA) G   | Medalla de oro    |           |
| Antonio Durán             | Peso ligero         |                    | Azzaro (POL) G     | Pilitchev (ARG) P  | No avanzó          | No avanzó           | No avanzó          | No avanzó         | No avanzó |
| Jaime Lozano              | Peso wélter ligero' |                    | Lawson (GHA) G     | Tiepold (GDR) P    | No avanzó          | No avanzó           | No avanzó          | No avanzó         | No avanzó |
| Alfonso Ramírez Gutiérrez | Peso wélter         |                    | Scano (ITA) G      | Ekonomakos (GRE) G | Musalimov (URS) P  | No avanzó           | No avanzó          | No avanzó         | No avanzó |
| José Cebreros             | Peso semimedio      | El Nahas (EGY) P   | No avanzó          | No avanzó          | No avanzó          | No avanzó           | No avanzó          | No avanzó         |           |
| Agustín Zaragoza          | Peso medio          |                    |                    | Wright (JAM) G     | Hejduk (TCH) G     | Kiselyov (URS) P    | No avanzó          | Medalla de bronce |           |
| Enrique Villarreal        | Peso semipesado     |                    |                    | Ayinla (NGR) P     | No avanzó          | No avanzó           | No avanzó          | No avanzó         | No avanzó |
| Joaquín Rocha             | Peso pesado         |                    |                    | Ray (GHA) G        | Lubbers (NED) G    | Cepulis (URS) P     | No avanzó          | Medalla de bronce |           |

### Clavados
México volvió a competir en las dos categorías femeniles tras ausentarse en 1964.
Luis Niño de Rivera y José Robinson compitieron en sus segundos Juegos Olímpicos. Álvaro Gaxiola en sus terceros.
| Atleta              | Evento                       | Preliminar | Preliminar | Final     | Final     | Total  | Total            |
| Atleta              | Evento                       | Puntos     | Posición   | Puntos    | Posición  | Puntos | Posición         |
| ------------------- | ---------------------------- | ---------- | ---------- | --------- | --------- | ------ | ---------------- |
| José Robinson       | Trampolín 3 metros varonil   | 91.45      | 13         | No avanzó | No avanzó | 91.45  | 13               |
| Jorge Telch         | Trampolín 3 metros varonil   | 90.68      | 14         | No avanzó | No avanzó | 90.68  | 14               |
| Luis Niño de Rivera | Trampolín 3 metros varonil   | 99.13      | 6          | 56.58     | 3         | 155.71 | 14               |
| Luis Niño de Rivera | Plataforma 10 metros varonil | 93.66      | 6          | 47.50     | 7         | 141.16 | 7                |
| José Robinson       | Plataforma 10 metros varonil | 91.16      | 11         | 52.46     | 3         | 143.62 | 5                |
| Álvaro Gaxiola      | Plataforma 10 metros varonil | 103.33     | 2          | 51.16     | 4         | 154.49 | Medalla de plata |
| Bertha Baraldi      | Trampolín 3 metros femenil   | 80.47      | 17         | No avanzó | No avanzó | 80.47  | 17               |
| Bertha Baraldi      | Plataforma 10 metros femenil | 47.74      | 13         | No avanzó | No avanzó | 47.74  | 13               |
| Dora Hernández      | Plataforma 10 metros femenil | 49.96      | 16         | No avanzó | No avanzó | 49.96  | 16               |

### Futbol
Albino Morales, participó en sus segundos Juegos Olímpicos, siendo el único miembro del plantel de Tokio 64 que repitió convocatoria.
México obtuvo la primera victoria de su historia al derrotar a Colombia el 13 de octubre. También superó la fase de grupos y alcanzó las semifinales por primera ocasión.
Plantel
Resultados
Fase de grupos
Grupo A
| Equipo   | Pts. | PJ | PG | PE | PP | GF | GC | Dif. |
| -------- | ---- | -- | -- | -- | -- | -- | -- | ---- |
| Francia  | 4    | 3  | 2  | 0  | 1  | 8  | 4  | +4   |
| México   | 4    | 3  | 2  | 0  | 1  | 6  | 4  | +2   |
| Colombia | 2    | 3  | 1  | 0  | 2  | 4  | 5  | −1   |
| Guinea   | 2    | 3  | 1  | 0  | 2  | 4  | 9  | −5   |

| 13 de octubre de 1968, 12:00 | México     | 1:0 (1:0) | Colombia | Azteca, Ciudad de México |                          |
|                              | Estrada 6' |           |          | Árbitro(s): Istvan Zsolt | Árbitro(s): Istvan Zsolt |

| 15 de octubre de 1964, 12:00 | Francia                                           | 4:1 (3:1) | México        | Azteca, Ciudad de México |                          |
|                              | Case 20' 69' · Teamboueon 30' · Medina 36' (o.g.) |           | Victorino 26' | Árbitro(s): Erwin Hieger | Árbitro(s): Erwin Hieger |

| 17 de octubre de 1964, 12:00 | México                          | 4:0 (0:0) | Guinea | Azteca, Ciudad de México    |                             |
|                              | Pereda 70' 85' · Pulido 86' 88' |           |        | Árbitro(s): Suvaree Wanchai | Árbitro(s): Suvaree Wanchai |

#### Fase final

##### Cuartos de final
| 20 de octubre de 1964, 12:00 | México                   | 2:0 (1:0) | España | Cuauhtémoc, Puebla de Zaragoza |                                |
|                              | Morales 34' · Pereda 48' |           |        | Árbitro(s): Milivoje Gugulović | Árbitro(s): Milivoje Gugulović |

##### Semifinal
| 22 de octubre de 1964, 12:00 | México                   | 2:3 (1:2) | Bulgaria                                | Jalisco, Guadalajara        |                             |
|                              | Morales 39' · Pulido 48' |           | Zhekov 8' · Mihaylov 9' · Veselinov 58' | Árbitro(s): Seyoum Tarekegn | Árbitro(s): Seyoum Tarekegn |

##### Partido por el bronce
| 24 de octubre de 1964, 12:00 | Japón            | 2:0 (2:0) | México | Azteca, Ciudad de México  |                           |
|                              | Kamamoto 20' 40' |           |        | Árbitro(s): Abraham Klein | Árbitro(s): Abraham Klein |

### Remo
Con 25 deportistas, México estableció un récord de participantes en este deporte.
México compitió en dobles sin timonel por primera vez desde Roma 1960.
Fue su primera aparición en dobles con timonel, cuatro sin timonel, cuatro con timonel y ocho
Otto Plettner, Fernando Scheffler, Roberto Retolaza, Arcadio Padilla y Roberto Friedrich participaron en sus segundos Juegos Olímpicos.
| Atleta | Evento             | Cuartos de final | Cuartos de final | Repesca   | Repesca  | Semifinal | Semifinal | Final             | Final     |
| Atleta | Evento             | Resultado        | Posición         | Resultado | Posición | Resultado | Posición  | Resultado         | Posición  |
| --- | ------------------ | ---------------- | ---------------- | --------- | -------- | --------- | --------- | ----------------- | --------- |
| Otto Plettner Ricardo Scheffler                                                                                    | Scull doble        | 7:02.18          | 4                | 7:11.43   | 3        | 7:15.20   | 4         | 7:09.90 (Final B) | 10        |
| Roberto Friedrich Fernando Scheffler                                                                               | Dobles sin timonel | 7:48.28          | 4                | 7:43.38   | 6        | No avanzó | No avanzó | No avanzó         | No avanzó |
| José Luis Álvarez Juan Sáinz Armando Castro (timonel)                                                              | Dobles con timonel | 8:28.41          | 5                | 8:08.05   | 4        | No avanzó | No avanzó | No avanzó         | No avanzó |
| Roberto Retolaza Arcadio Padilla Jesús Toscano David Trejo                                                         | Cuarto sin timonel | 7:15.18          | 5                | 7:02.92   | 4        |           |           | 6:53.21 (final B) | 8         |
| Jorge Castillo Daniel Chávez Avelino Soberón Gregorio Blasco Rafael Velasco (timonel)                              | Cuarto con timonel | 7:51.39          | 5                | 7:36.29   | 4        | No avanzó | No avanzó | No avanzó         | No avanzó |
| Miguel Fuentes Amado Mediña Federico Arce Édgar Morales Antonio Páramo Víctor Cervantes Sergio Vásquez Emilio Leal | Ocho               | 6:32.66          | 5                | 6:43.13   | 4        |           |           | 6:41.62 [Final B] | 11        |